# Hellion (groupe)
Hellion est un groupe de heavy metal américain formé à Los Angeles en 1982. La formation originale du groupe comprenait Ann Boleyn (chant), Ray Schenck (guitare), Sean Kelley (batterie) et Peyton Tuthill (basse).

## Historique

### Les débuts
Le groupe est formé en juillet 1982 à Los Angeles par Ann Boleyn qui venait de quitter le groupe Screen Idols U.K.. Dans cette première configuration, le groupe comprend Ann Boleyn aux claviers, Ray Schenk à la guitare, Peyton Tuthill à la basse et Sean Kelly à la batterie (appelé par Peyton Tuthill) lequel n'arrive que quatre jours avant le premier concert. Sans chanteur, Ann Boleyn décide d'abandonner le clavier pour assurer le chant. Le groupe commence comme groupe de reprises, reprenant des chansons de grands groupes comme Ozzy Osbourne, Scorpions et AC/DC.
Les premiers concerts du groupe (ou « Mega-Parties ») ont eu lieu au manoir Anne Ville Horror House de Tujunga, en Californie, occupé par Ann Boleyn. Ils y réunissent jusqu'à 1000 fans à chaque soirée jusqu'à ce que les autorités interdisent les concerts le 14 août 1982 car jugés trop bruyants,. Alors qu'il réside au manoir, Hellion enregistre sur un quatre pistes une cassette de démonstration maison, ce qui a permis au groupe d'attirer l'attention dans les magazines de musique underground et grand public. Le groupe profite de l'intérêt porté sur la cassette par Paul Sutter de Kerrang! pour se faire connaître dans les magazines de musique underground et par le grand public,.

### Mystic Records
Ensuite, le groupe apparaît sur trois disques, un 45 tours comprenant une reprise de la chanson de Deep Purple Black Night, une compilation américaine The Sound of Hollywood Girls et sur un 45 tours avec Warlord et Rix Foxx (ex-W.A.S.P.) sous le label Mystic Records,. Le succès de ces production entraîne Mystic Records à proposer un contrat au groupe qui refuse de même que le groupe Bitch présent sur un des disques.

### Bongus Loadus Records
En août 1983, le guitariste Alan Barlam et le bassiste Bill Sweet rejoignent le groupe qui commence l'enregistrement d'un mini-LP intitulé Hellion. Le groupe se compose alors de la chanteuse Ann Boleyn, des guitaristes A. Barlam et R. Schenck, du bassiste Bill Sweet et du batteur Sean Kelly. Pour la production de ce premier disque, le groupe crée son propre label Bongus Loadus Records.

### Ronnie James Dio comme manager
Au milieu de 1984, après avoir entendu un enregistrement live d'un des concerts de Hellion avec Alcatrazz, Ronnie James Dio et sa femme Wendy Dio, ainsi que son partenaire commercial Curt Lorraine, proposent de produire et de gérer Hellion,.
Le groupe se sépare après la sortie de l'abum The Black Book. Ann Boleyn le reforme à la fin des années 1990 et sort Up from the Depths en 1998 puis Live and Well in Hell (1999) en 1999.

## Discographie

### Albums
- Screams in the Night (1987)[8]
- The Black Book (1990)[8]
- Will Not Go Quietly (2003)

### EPs
- Hellion (1983)[8]
- Postcards from the Asylum (1988)[8]
- The Witching Hour (1999)
- Into Cold Darkness (1999)
- Karma's a Bitch (2004)

### Live
- Live and Well in Hell (1999)[8]
- The Live "Uh Oh!" Album (1999)
- Cold Night in Hell (1999)

### Singles
- "Driving Hard" / "Black Night" (1983, Mystic Records, catalog #M45126)[5]
- "Screams in the Night" (1987)

### Autres
- CompilationThe Sound of Hollywood Girls (février 1983) avec Living down the house, Playing the price et Nightmares in nigth(1983, Mystic Records, catalog #M745131)[1],[5]
- Up from the Depths (1998) (compilation avec les deux premiers EPs avec des chansons supplémentaires)[8]
- Queen of Hell sampler (2000)
- Fan Club Special Release (2001)

## Membres

### Anciens membres
- Teddy Days (21 mars 1965 - 10 juillet 2013) - bassiste 1991[9]